# Джулек
Джулек (Джюлек) — укрепление на правом берегу Сырдарьи.
Было построено кокандцами, взято российскими войсками в 1853 году.
C 1861 года некоторое время — действующее российское укрепление в составе Сырдарьинской линии., затем — почтовая станция Сыр-Дарьинской области на почтовой дороге из Оренбурга в Ташкент..
Здесь на горизонте появляются отроги Кара-тау, крайнего северо-западного хребта Тянь-Шаня.
Современный казахский аул Джулек расположен в 3 км от села Байгекум в Чиилийском районе Кызылординской области.